# Emerich Sinelli

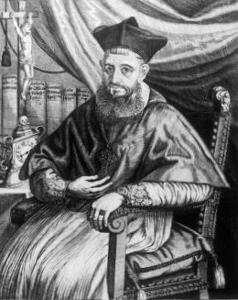
Bischof Emerich Sinelli

Emerich Sinelli OFMCap (* 29. Juni 1622 in Komorn, Königreich Ungarn; † 23. Februar 1685 in Wien) war Kapuziner und Bischof von Wien.
Familienname auch: Sennel, Sinnel.

## Leben
Er wurde als Sohn des aus Rom stammenden Fleischhauers Michael Senelli geboren und auf den Namen Johann Anton getauft.
Er studierte in Linz und dann Philosophie in Ingolstadt, trat mit 21 Jahren in den Kapuzinerorden ein und nahm den Ordensnamen Emerich (auch: Emmerich) an. 1644 legte er im Kapuzinerkloster in Gmunden die ewigen Gelübde ab.
Er war zunächst Missionsprediger zur Bekehrung der Protestanten im nördlichen Niederösterreich, dann in Prag und in der Wiener Schottenkirche.
In seinen Reden prangerte er auch die Missstände bei Hof und die Habsucht der Würdenträger an und wurde Ratgeber von Kaiser Leopold I. Die Ausweisung der Juden aus der Leopoldstadt im Jahr 1670 erfolgte auf seinen Rat.
Am 17. November 1680 ernannte ihn der Kaiser zum Fürstbischof von Wien. Als Bettelmönch wollte er diese Ehre nicht annehmen. Papst Innozenz XI. musste ihm durch den Apostolischen Nuntius eine Zusage befehlen. Am 4. Mai 1681 wurde er von Nuntius Francesco Buonvisi (1626–1700) zum Bischof geweiht. Sinelli wurde zunächst Kaiserlicher Geheimer Rat und 1682 erster Minister, lebte aber weiterhin sehr bescheiden. In seinen bischöflichen Funktionen ließ er sich durch den Bischof von Wiener Neustadt, Leopold Karl von Kollonitsch, vertreten.
In seine Amtszeit fiel die Zweite Wiener Türkenbelagerung 1683, bei der Marco d’Aviano als päpstlicher Legat in Wien wirkte. Sinelli verließ gemeinsam mit dem kaiserlichen Hof die belagerte Stadt. Nach der siegreichen Schlacht am Kahlenberg kehrte Sinelli am 14. September gemeinsam mit dem Kaiser nach Wien zurück und veranlasste den Wiederaufbau der zerstörten Kirchen.
Die Erhebung zum Kardinal erlebte er nicht mehr, da er vorher verstarb. Sein Grab befindet sich in der Bischofsgruft des Wiener Stephansdoms.
Siehe auch: Geschichte des Christentums in Österreich